# Соколов Владислав Володимирович
Владислав Володимирович Соколов (рос. Владислав Владимирович Соколов; 23 червня 1989, м. Челябінськ, СРСР) — російський хокеїст, правий нападник. Виступає за «Лада» (Тольятті) у Вищій хокейній лізі. 
Вихованець хокейної школи «Трактор» (Челябінськ). Виступав за: «Дизель» (Пенза), «Южний Урал» (Орськ).